# Dragsholms kommun
Dragsholms kommun (danska: Dragsholm Kommune) var en kommun i det dåvarande amtet Vestsjællands amt i Danmark. Kommunen hade 13 695 invånare (2004) och en yta på 152,47 km². Fårevejle var centralort. Från 2007 ingår kommunen i Odsherreds kommun.